# Звітний період
Звітний (податковий) період — період, за який платник податку зобов'язаний проводити розрахунки податку та сплачувати його до бюджету.
Розрізняють звітний та податковий періоди, але в чинному податковому законодавстві України дані поняття ототожнюються.
Податковий період — це період, протягом якого формується податкова база та ведеться облік господарської діяльності.
Звітний період охоплює податковий період та законодавчо встановлений термін для складення та подання податкової звітності.